# Lutz Mommartz
Lutz Mommartz (* 6. März 1934 in Erkelenz; † 26. Juli 2025 in Düsseldorf) war ein deutscher Experimentalfilmer,  Filmregisseur und Träger des Bundesfilmpreises in Silber 1977. Die Kunsthalle Düsseldorf ehrte ihn im Winter 2020/21 mit einer eigenen Werkschau.

## Leben
Mommartz zog 1937 mit seinen Eltern nach Düsseldorf. Von 1952 bis 1975 arbeitete er bei der dortigen Stadtverwaltung.
Seit 1967, als er sich von der Malerei verabschiedete, begann Mommartz mit dem Drehen von 16-mm-Filmen. Im gleichen Jahr erhielt er mit seinem Film Selbstschüsse beim internationalen Experimentalfilmfestival in Knocke-le-Zoute einen weltweit beachteten Filmpreis.
Trotz seines überraschenden Erfolges, durch den der Autodidakt auf einmal zu der deutsche Avantgarde deutscher Filmemacher und bildender Künstler gehörte, behielt er seinen Job als Verwaltungsangestellter. Er gab ihn erst auf, als er im Oktober 1975 seine erste Professur für Film in der damaligen Abteilung für Kunsterziehung der Kunstakademie Düsseldorf (heute Kunstakademie Münster) erhielt, wo er bis 1999 die von ihm gegründete Filmklasse leitete.
1977 bekam er den Bundesfilmpreis in Silber für Als wär’s von Beckett und 1978 für Der Garten Eden.
1978 übernahm er die Professur für Film an der heutigen Kunstakademie Münster. Mit Eddie Constantine arbeitete Mommartz in den Jahren 1979 und 1980; sie drehten den Film "Tango durch Deutschland" (1980). Mommartz wohnte und arbeitete in Düsseldorf, von 2001 bis 2011 auch in Berlin. Eine Auswahl von 51 seiner Filme ist im Lutz Mommartz Filmarchiv einsehbar.
Lutz Mommartz verstarb im Alter von 91 Jahren.

## Filmografie
Ein Teil der hier gelisteten Filme ist online frei verfügbar, entweder über das Internet Archive oder direkt auf der Website des Filmemachers.
- 1965: Egon Wolke   (Produzent: Gustav Ehmck)
- 1967: Eisenbahn[10]
- 1967: Selbstschüsse[3]
- 1967: Die Treppe
- 1967: Markeneier
- 1967: Tanzschleife
- 1967: Oben / Unten
- 1967: Der Finger[11]
- 1968: Gegenüber ZWEILEINWANDKINO
- 1968: Rechts/Links ZWEILEINWANDKINO
- 1968: 3 Gläser[12]
- 1968: Immatrikulation
- 1968: Weg zum Nachbarn[13]
- 1969: Überfordert[14]
- 1969: 400 m IFF
- 1969: Soziale Plastik (mit Joseph Beuys)
- 1970: Mietersolidarität
- 1970: Wählt ADF
- 1970: Altersporno[15]
- 1970: Spanienkrimi
- 1970: Farbstreifen; Bedienungsanleitung[16]
- 1971: Inspektion[17]
- 1971: Das aggressive braune Wasser in den Leitungen des Herrn Professors
- 1971: Der schöne Sigmar[18]
- 1972: Denkmäler (mit Jürgen Kuhfuß)
- 1974: Die Angst am Rhein
- 1974: Haircut[19]
- 1975: Mambo (mit der Filmgruppe Düsseldorf)[20]
- 1975: Farbstreifen
- 1975: Der gerechte Krieg 1525 (mit Hartmut Kaminski und der Filmgruppe Düsseldorf)
- 1975: Als wär’s von Beckett
- 1976: Im Glashaus der Illusionen[21]
- 1976: Die Schiller
- 1976: Flügelschlagen[22]
- 1977: Der Garten Eden[4]
- 1978: Mehr als Zwei[23]
- 1979: Schattenkur
- 1980: Tango durch Deutschland
- 1982: Dreharbeit
- 1983: Jeder Mensch ist ein Tisch, nur, ich bin ein Stuhl
- 1983: Transit nach Berlin (mit Mama Woju)[24]
- 1985: Marmor bleibt immer kühl[25]
- 1985: Anziehen[26]
- 1986: Die italienische Jagd[27]
- 1986: Die letzte Zigarette[28]
- 1987: Focus[29]
- 1987: Langsamer Walzer
- 1988: aurich[30]
- 1988: Vier kleine Stücke
- 1989: Angst unter den Sternen[31]
- 1990: Eddie

## Videos
- 1992: Fensterbild
- 1992: Die Tänzerin[32]
- 1993: Schattenwand
- 1996: Bergbach bei Schrunz – Painting
- 1996: Fenster zum Hof
- 1997: Tausend Scherben – Die große Baustelle
- 1997: Digitale Kompression
- 1997: El periodo especial
- 1997: Buckow
- 1997: Der Mann, der Hitler verbrannte
- 1998: Jugendweihe 98
- 1998: Cafe Buckow
- 2003: Sonata Volumen (Ohne Titel)
- 2007: Margrets Film
- 2010: Markeneier[33]
- 2010: Schwarz/Weiss
- 2010: Barcelona 1999, Zehn Jahre danach (Alias: I am Rembrand)
- 2011: Kleine Stücke
- 2011: NICHTS[34]
- 2013: Mafia XU
- 2017: DEPTHINESS – Hans Rombach buchstabiert
- Arbeitet am Projekt Instanz Änderung des Grundgesetzes

## Bibliografie
- 1979: „Frei – wozu“ ISBN 3-9800569-3-7 
Ansprache an d. Studierenden anlässlich d. Immatrikulation am 17. Oktober 1979. Schriftenreihe der Abteilung für Kunsterzieher Münster der Staatlichen Kunstakademie Düsseldorf, Hochschule für Bildende Künste.
- 2000: „Das Authentische als Kunst“ 3 Bände Leinen 13 × 18 cm mit 3146 (1846 farb.) Standbildern. 
Band 1–3 ISBN 3-89770-086-7 
Zwischen den Bildsequenzen Rezensionen und kurze eigene Texte. Ein umfangreicher Einblick in sein Schaffen von 1964 bis 1999 bestehend aus frühen Aufzeichnungen im Freundeskreis mit der 8-mm Kamera, seinen Erfolgen im Künstlerfilm und Undergroundkino, seiner dokumentarischen Arbeit zur Erforschung menschlicher Grenzen – Menschen in experimentellen Situationen und der Arbeit mit seinen Studenten an der Kunstakademie.
Das Buch über die Buchhandlung Walther König direkt erworben werden.
- 2004: „text 2002/3“ Hardcover, ISBN 3-86516-425-0 
„text 2002/3“ ist ein Buch, das aus Mails und SMS besteht – im originalen Wortlaut ohne Auslassungen und Korrekturen. Es wurde im Blocksatz in vier nahtlosen Spalten zu einem Sprachgewebe gefügt. So ist es dem Leser überlassen, im Meer der Worte zu assoziieren oder sich auf die Suche nach der intimen Geschichte zu begeben. Die Maildaten sind unterstrichen, die der SMS nicht. 
Das Buch ist als Kunstobjekt in der Auflage von 200 Stück gedruckt und konnte beim Autor direkt erworben werden.
- 2006: „text 2003/6“ Hardcover, ISBN 3-936363-41-2 
Die Fortsetzung des Buches text 2002/3 besteht ebenfalls aus Mails und SMS im originalen Wortlaut ohne Auslassungen und Korrekturen. Doch anders als in diesem Sprachgewebe verbirgt sich text 2003/6 vollends im visuellen Gedicht. Layout 18 Spalten pro Doppelseite. Schrift Courier New 11,5 rechtsbündig, gespreizt mit 4,5 pt und so gestaucht mit 3 pt Zeilenabstand, dass sich die Buchstaben ineinander schieben und beim Drucken hälftig überlappen (S 2). Der Bildschirm zeigt jedoch keine Überlappung, sondern nur die unteren Hälften. Die Druckerei macht das sichtbar, indem sie die obere Hälfte der Lettern so abschneidet, dass die unteren Hälften aneinander stoßen und eine neue Schrift ergeben (S 3). 
Das verschlüsselte Buch „text 2003/6 MOMMARTZFILM 5“ wird hier leicht lesbar zurück ins Netz gestellt. Beteiligte, mit denen die Veröffentlichung nicht abgesprochen wurde, bleiben anonym. 
Das Buch ist als Kunstobjekt in der Auflage von 200 Stück gedruckt und konnte beim Autor direkt erworben werden.
- 2008: „Margret“ Hardcover, ISBN 978-3-939777-10-6 
Margrets Briefe August 1957 bis März 1961, ihr Sterben am 16. / 17. August 2006 (aufgenommen mit einer Videokamera), und – anstatt eines Dazwischen – Auszüge aus ihren Reiseprotokollen und letzten Notizen. 
Das Buch ist als Kunstobjekt in der Auflage von 500 Stück gedruckt und kann bei der Druckerei und Verlag Steinmeier GmbH, Reuthweg 29, 86720 Nördlingen direkt erworben werden.